# Owen Philipps, 1.º Barão Kylsant
Owen Cosby Philipps, 1.º Barão Kylsant GCMG DL (Warminster, 25 de março de 1863 – Llangynog, 5 de junho de 1937) foi um aristocrata, empresário e político britânico. Ele comprou em 1903 a Royal Mail Steam Packet Company, transformando-a na maior empresa de transporte marítimo do mundo. Ao mesmo tempo tornou-se membro da Câmara dos Comuns entre 1906 e 1910. Kylsant foi condenado por fraude em 1931, passando um ano preso e tendo todos os prêmios retirados, menos seu título de nobreza. A Royal Mail foi liquidada no ano seguinte. Ele passou o resto da vida sem se envolver de novo com negócios ou política.

## Biografia
Philipps nasceu em Warminster em 25 de março de 1863, o terceiro de cinco filhos de Sir James Philipps, 12.º Bt., e sua esposa Mary Best. Ele estudou no Newton College e depois tornou-se em 1880 aprendiz na firma naval Dent & Co. em Newcastle. Philipps, com a ajuda de seu irmão John Philipps, estabeleceu em 1888 a firma naval Philipps & Co., comprando seu primeiro navio no ano seguinte. Até o final do século os dois já seriam donos de duas empresas de navegação (King Line Ltd e a Scottish Steamship Company), uma companhia financeira (London Maritime Investment Company) e mais a London and Thames Haven Petroleum Wharf.
Os irmãos aproveitaram-se em 1902 dos preços baixos das ações da Royal Mail Steam Packet Company, com Philipps no ano seguinte tornando-se acionista majoritário e diretor da linha. Pelos próximos vinte anos ele conseguiu transformar a empresa na maior do mundo no seu ramo, adquirindo diversas companhias que anteriormente pertenciam a International Mercantile Marine Co., culminando em 1927 na compra da White Star Line. Paralelo a seus negócios, Philipps foi eleito em 1906 para a Câmara dos Comuns como representante de Pembroke and Haverfordwest, cargo que manteve até 1910. Em 1923 foi feito Barão Kylsant.
A Royal Mail teve dificuldades cada vez maiores depois de 1926 para pagar os empréstimos governamentais, com isto chamando a atenção do governo, que começou a investigar as atividades da empresa. Foi descoberto que fazia anos que a companhia não tinha lucros e estava escondendo isso de seus acionistas. Kylsant foi acusado e condenado por fraude em 1931, passando um ano preso e perdendo todos os seus prêmios, menos seu título de nobreza. Após sair da prisão, ele voltou para a vida particular no País de Gales, morrendo aos 74 anos enquanto dormia em 5 de junho de 1937.